# Sainte-Marthe (Lot-et-Garonne)
Pour les articles homonymes, voir Sainte-Marthe.
Sainte-Marthe est une commune du Sud-Ouest de la France, située dans le département de Lot-et-Garonne, en région Nouvelle-Aquitaine.

## Géographie

### Localisation
La commune est située dans l'aire d'attraction de Marmande.

### Communes limitrophes
Les communes limitrophes sont Fourques-sur-Garonne, Sainte-Gemme-Martaillac, Bouglon, Caumont-sur-Garonne, Grézet-Cavagnan, Le Mas-d'Agenais et Samazan.
| Samazan         | Fourques-sur-Garonne    |                     |
| Bouglon         | Sainte-Marthe           | Caumont-sur-Garonne |
| Grézet-Cavagnan | Sainte-Gemme-Martaillac | Le Mas-d'Agenais    |

### Climat
Pour des articles plus généraux, voir Climat de la Nouvelle-Aquitaine et Climat de Lot-et-Garonne.
Historiquement, la commune est exposée à un climat océanique aquitain.  
En 2020, Météo-France publie une typologie des climats de la France métropolitaine dans laquelle la commune est exposée à un climat océanique et est dans la région climatique Aquitaine, Gascogne, caractérisée par une pluviométrie abondante au printemps, modérée en automne, un faible ensoleillement au printemps, un été chaud (19,5 °C), des vents faibles, des brouillards fréquents en automne et en hiver et des orages fréquents en été (15 à 20 jours).
Pour la période 1971-2000, la température annuelle moyenne est de 12,8 °C, avec une amplitude thermique annuelle de 15,1 °C. Le cumul annuel moyen de précipitations est de 825 mm, avec 11,5 jours de précipitations en janvier et 6,7 jours en juillet. Pour la période 1991-2020, la température moyenne annuelle observée sur la station météorologique la plus proche, située sur la commune de Saint-Martin-Curton à 14 km à vol d'oiseau, est de 13,7 °C et le cumul annuel moyen de précipitations est de 867,2 mm,. Pour l'avenir, les paramètres climatiques de la commune estimés pour 2050 selon différents scénarios d’émission de gaz à effet de serre sont consultables sur un site dédié publié par Météo-France en novembre 2022.

## Urbanisme

### Typologie
Au 1er janvier 2024, Sainte-Marthe est catégorisée commune rurale à habitat dispersé, selon la nouvelle grille communale de densité à sept niveaux définie par l'Insee en 2022.
Elle est située hors unité urbaine. Par ailleurs la commune fait partie de l'aire d'attraction de Marmande, dont elle est une commune de la couronne,. Cette aire, qui regroupe 48 communes, est catégorisée dans les aires de 50 000 à moins de 200 000 habitants,.

### Occupation des sols

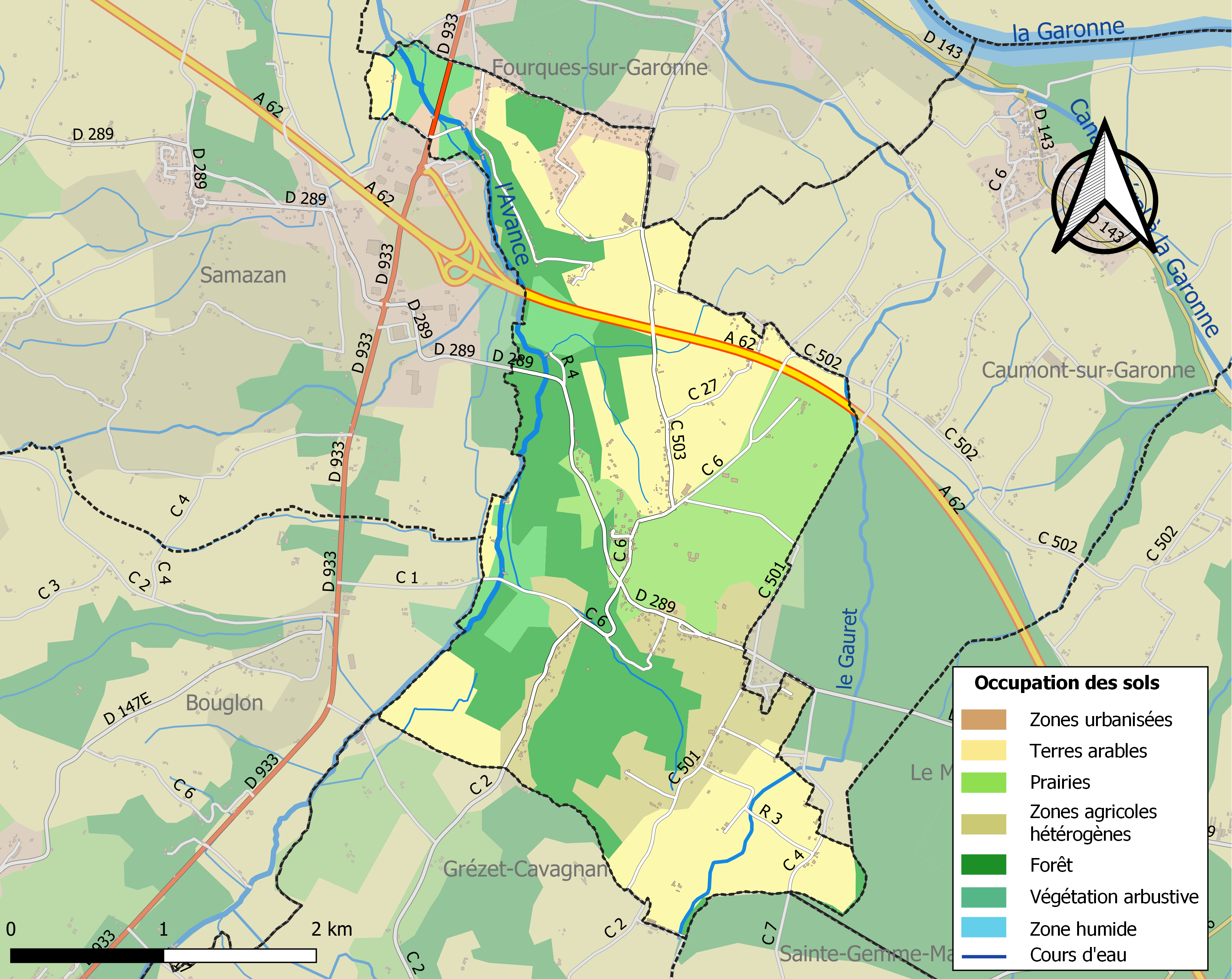
Carte des infrastructures et de l'occupation des sols de la commune en 2018 (CLC).

L'occupation des sols de la commune, telle qu'elle ressort de la base de données européenne d’occupation biophysique des sols Corine Land Cover (CLC), est marquée par l'importance des territoires agricoles (64,2 % en 2018), en diminution par rapport à 1990 (66,8 %). La répartition détaillée en 2018 est la suivante : 
terres arables (36,6 %), forêts (26,1 %), prairies (15 %), zones agricoles hétérogènes (12,6 %), milieux à végétation arbustive et/ou herbacée (6,8 %), zones urbanisées (2,4 %), zones industrielles ou commerciales et réseaux de communication (0,4 %). L'évolution de l’occupation des sols de la commune et de ses infrastructures peut être observée sur les différentes représentations cartographiques du territoire : la carte de Cassini (XVIIIe siècle), la carte d'état-major (1820-1866) et les cartes ou photos aériennes de l'IGN pour la période actuelle (1950 à aujourd'hui).

### Risques majeurs
Le territoire de la commune de Sainte-Marthe est vulnérable à différents aléas naturels : météorologiques (tempête, orage, neige, grand froid, canicule ou sécheresse), inondations, mouvements de terrains et séisme (sismicité très faible). Il est également exposé à un risque technologique, le transport de matières dangereuses. Un site publié par le BRGM permet d'évaluer simplement et rapidement les risques d'un bien localisé soit par son adresse soit par le numéro de sa parcelle.

#### Risques naturels
Certaines parties du territoire communal sont susceptibles d’être affectées par le risque d’inondation par une crue à  débordement lent de cours d'eau, notamment l'Avance et le Gauret. La commune a été reconnue en état de catastrophe naturelle au titre des dommages causés par les inondations et coulées de boue survenues en 1982, 1983, 1992, 1999 et 2009,.
Les mouvements de terrains susceptibles de se produire sur la commune sont des tassements différentiels.

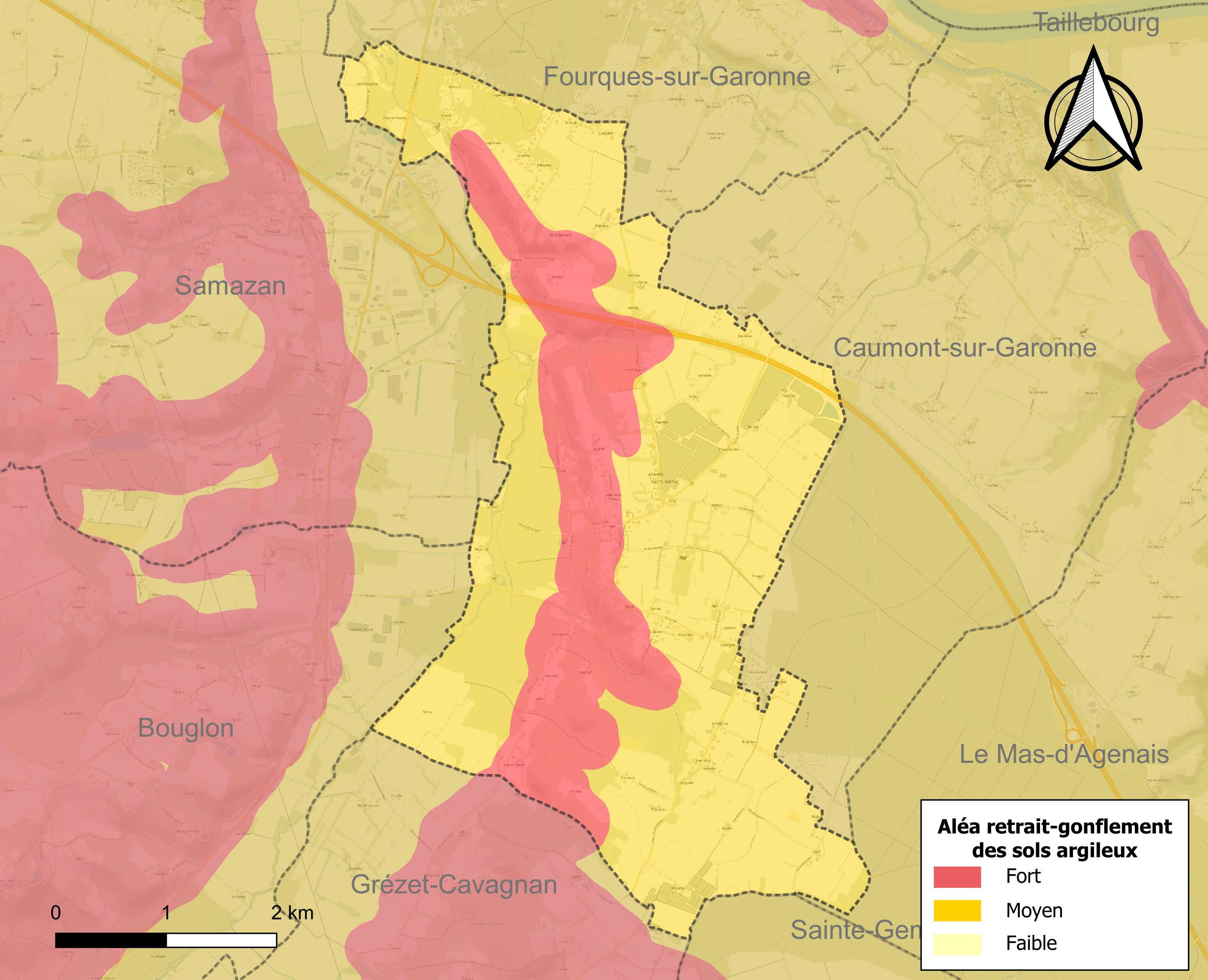
Carte des zones d'aléa retrait-gonflement des sols argileux de Sainte-Marthe.

Le retrait-gonflement des sols argileux est susceptible d'engendrer des dommages importants aux bâtiments en cas d’alternance de périodes de sécheresse et de pluie. La totalité de la commune est en aléa moyen ou fort (91,8 % au niveau départemental et 48,5 % au niveau national). Depuis le 1er octobre 2020, en application de la loi ELAN, différentes contraintes s'imposent aux vendeurs, maîtres d'ouvrages ou constructeurs de biens situés dans une zone classée en aléa moyen ou fort,.
Concernant les mouvements de terrains, la commune a été reconnue en état de catastrophe naturelle au titre des dommages causés par la sécheresse en 2003 et 2005 et par des mouvements de terrain en 1999.

## Toponymie
La commune doit son nom à celui de la sainte patronne du village, sainte Marthe de Béthanie. La paroisse est citée pour la première fois au XIIIe siècle par un cartulaire d’Agen faisant état de l’existence d’un village appelé Sancta Marsa.

## Histoire
La commune de Sainte-Marthe est détachée de celle de Fourques-sur-Garonne le 20 juin 1857.

## Démographie
Les habitants sont appelés les Saint-Marthais.
L'évolution du nombre d'habitants est connue à travers les recensements de la population effectués dans la commune depuis 1861. Pour les communes de moins de 10 000 habitants, une enquête de recensement portant sur toute la population est réalisée tous les cinq ans, les populations de référence des années intermédiaires étant quant à elles estimées par interpolation ou extrapolation. Pour la commune, le premier recensement exhaustif entrant dans le cadre du nouveau dispositif a été réalisé en 2007.

En 2022, la commune comptait 657 habitants, en évolution de +10,98 % par rapport à 2016 (Lot-et-Garonne : −0,18 %, France hors Mayotte : +2,11 %).
| 1861 | 1866 | 1872 | 1876 | 1881 | 1886 | 1891 | 1896 | 1901 |
| ---- | ---- | ---- | ---- | ---- | ---- | ---- | ---- | ---- |
| 680  | 682  | 689  | 668  | 629  | 608  | 599  | 571  | 559  |

| 1906 | 1911 | 1921 | 1926 | 1931 | 1936 | 1946 | 1954 | 1962 |
| ---- | ---- | ---- | ---- | ---- | ---- | ---- | ---- | ---- |
| 540  | 579  | 476  | 466  | 440  | 441  | 433  | 399  | 393  |

| 1968 | 1975 | 1982 | 1990 | 1999 | 2006 | 2007 | 2012 | 2017 |
| ---- | ---- | ---- | ---- | ---- | ---- | ---- | ---- | ---- |
| 364  | 302  | 306  | 381  | 383  | 460  | 471  | 532  | 605  |

| 2022 | - | - | - | - | - | - | - | - |
| ---- | - | - | - | - | - | - | - | - |
| 657  | - | - | - | - | - | - | - | - |

## Culture locale et patrimoine

### Lieux et monuments
- Église Sainte-Marthe, construite au XIe siècle, remaniée au XVIIe siècle[28] ;
- Église Saint-Sauveur, construite au XVIIe siècle[29], située dans le nord du territoire communal  ;
- Château de Lanauze, construit de 1751 à 1754, propriété privée, inscrit à l'inventaire supplémentaire des monuments historiques, par arrêté du 8 juin 1978, pour son élévation et sa toiture[30],[31]. Propriété des Séré de Lanauze au début du XIXe siècle.

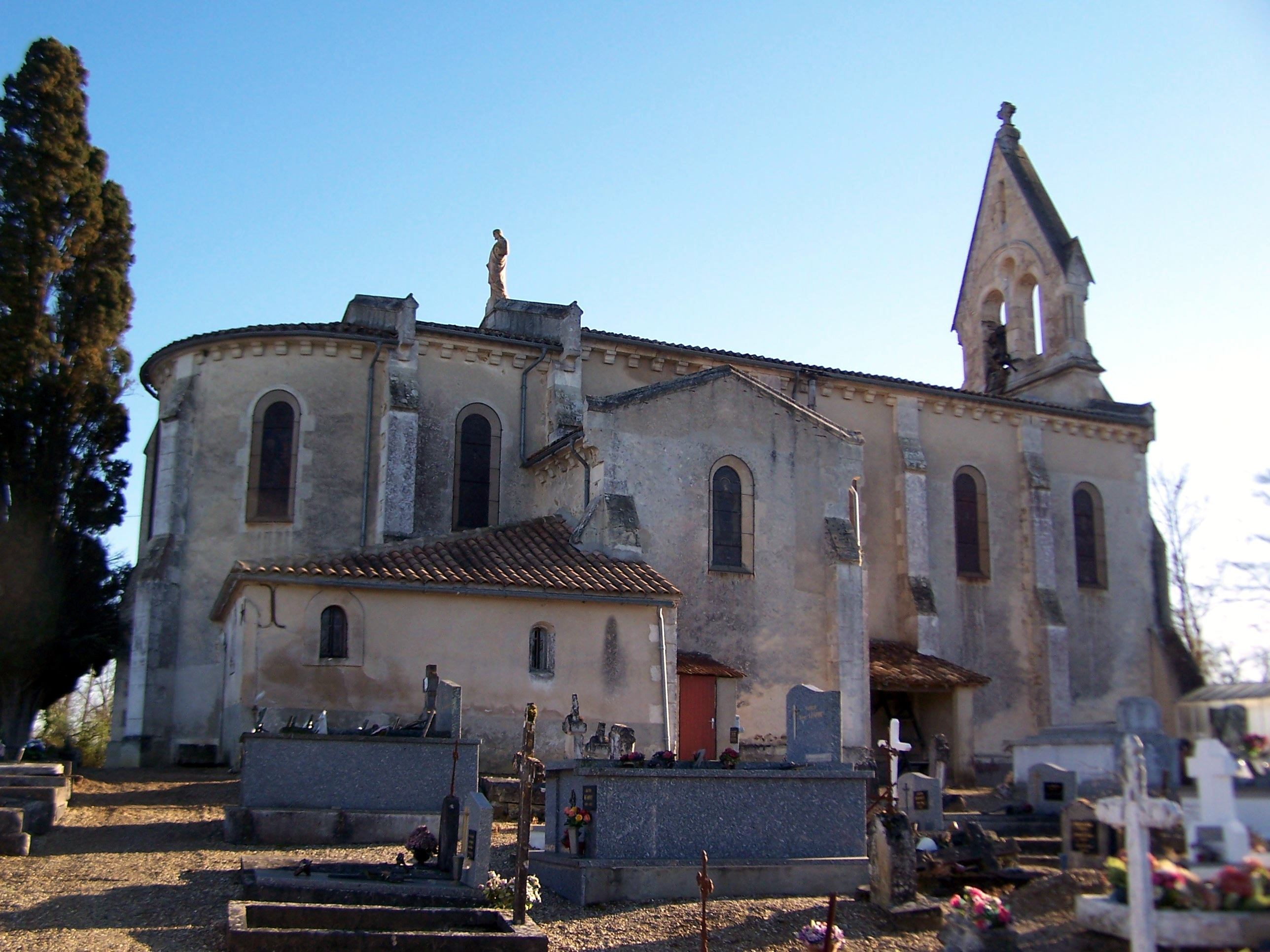
L'église Sainte-Marthe (2015).
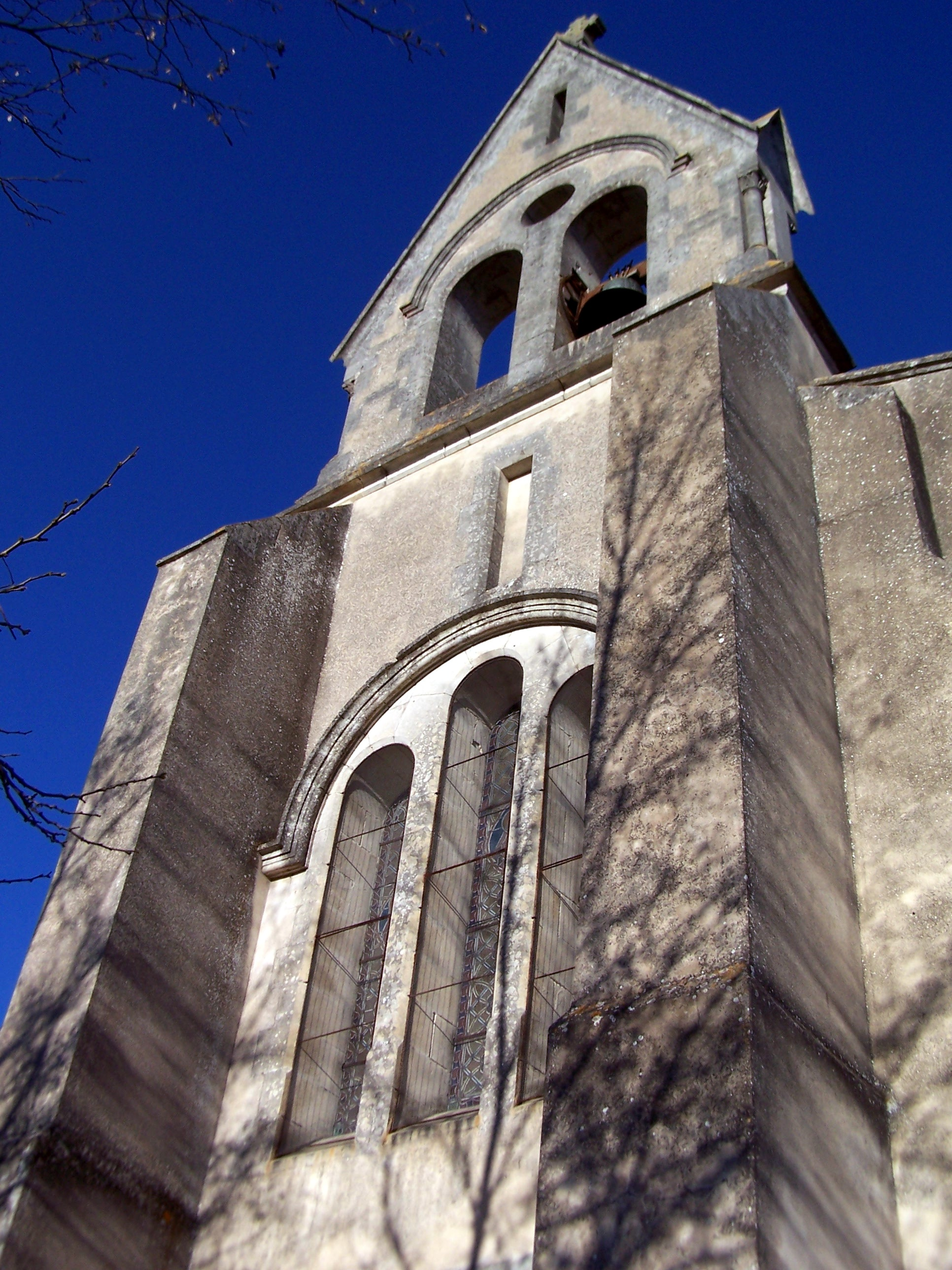
La façade occidentale de l'église Sainte-Marthe.
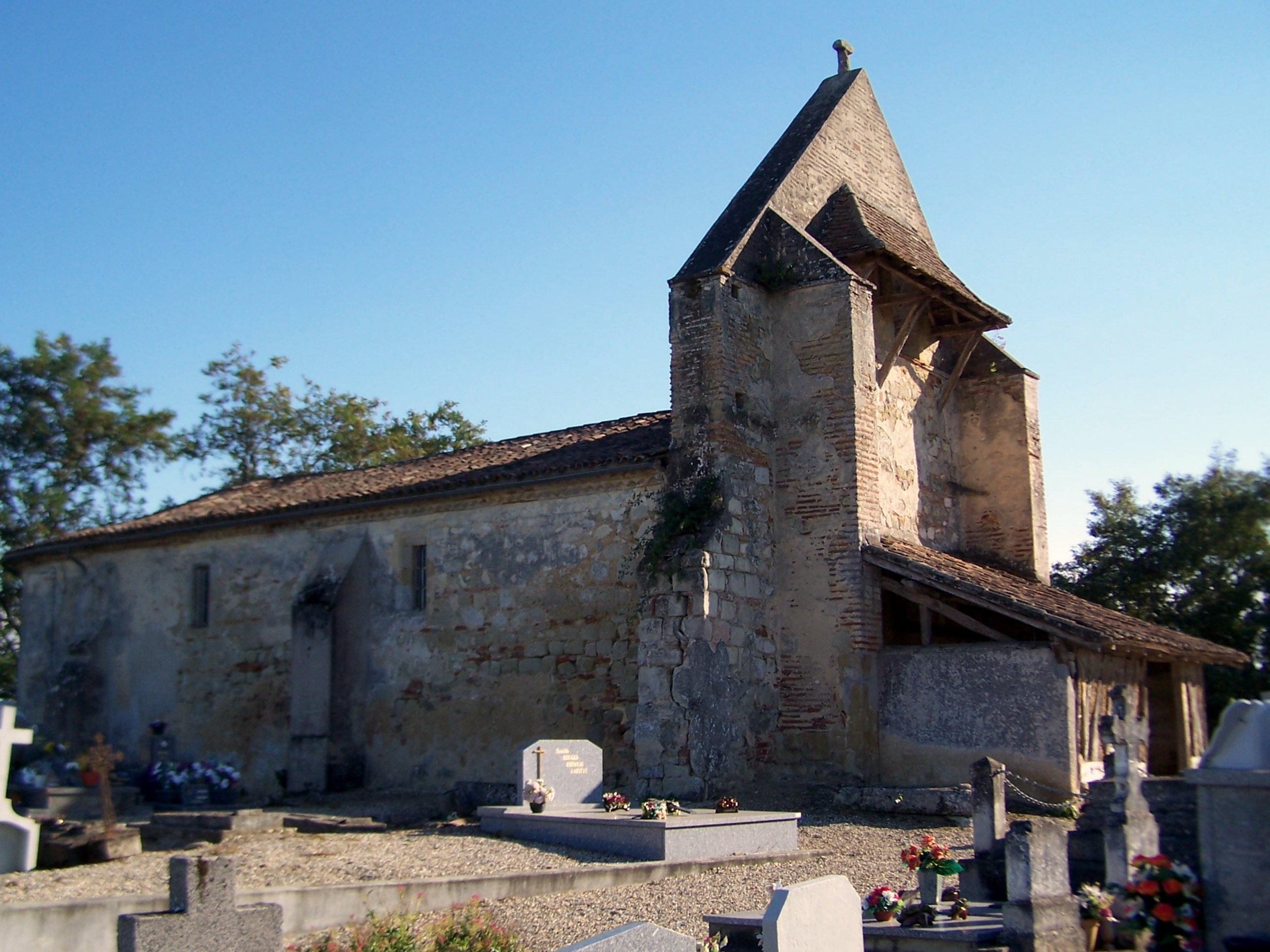
L'église Saint-Sauveur.
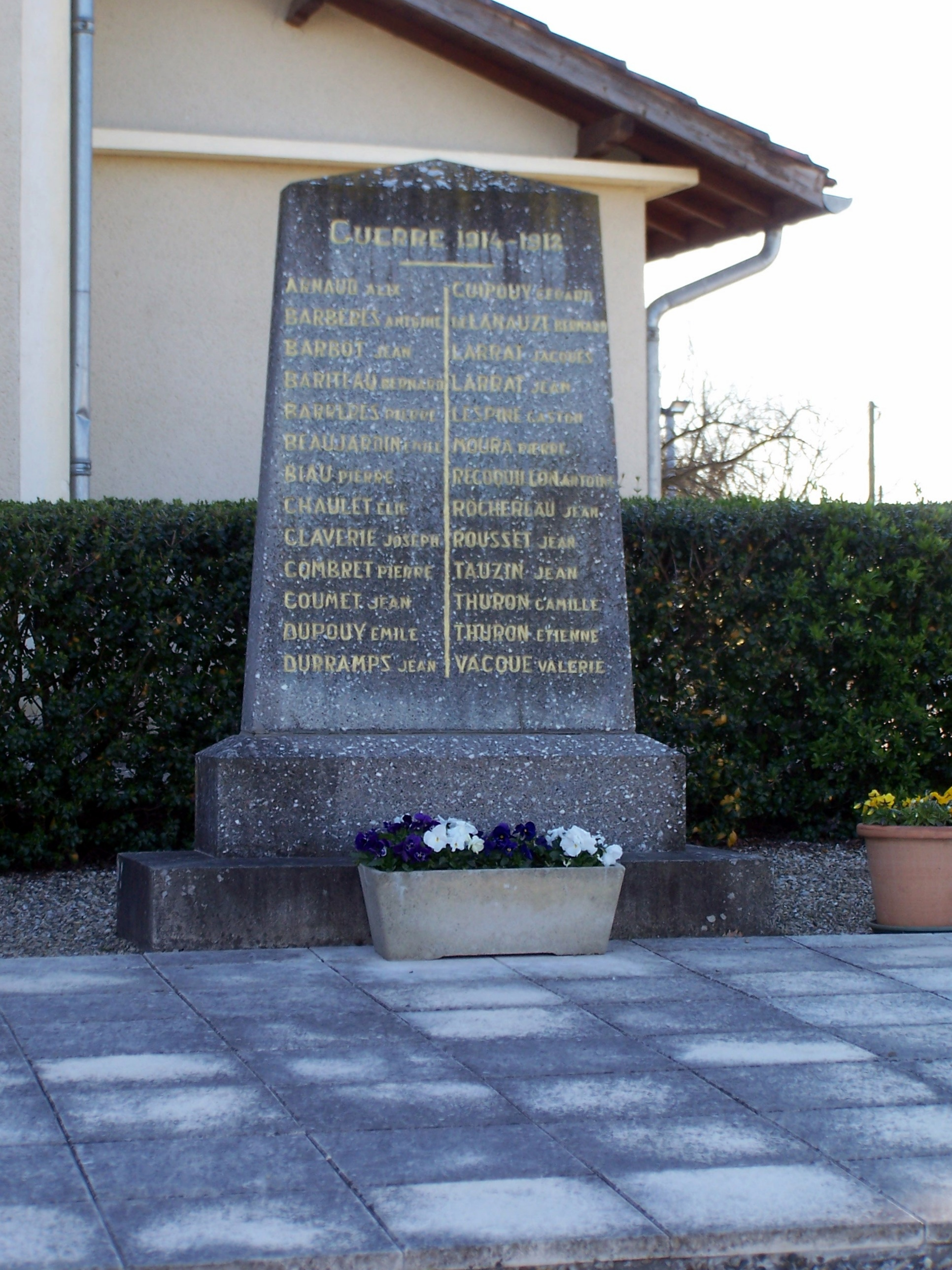
Le monument aux morts près de la mairie.

## Héraldique
| Blason à dessiner | Blason  | D'azur à l'écusson d'argent chargé d'un dragon de gueules, accompagné de trois étoiles d'or rangées en chef et de sept roues de moulin du même ordonnées en orle sur les flancs et la pointe; au chef cousu de gueules chargé d'un léopard d'or armé et lampassé d'azur. |
| Blason à dessiner | Détails | Le statut officiel du blason reste à déterminer. |